# Ungersk mytologi

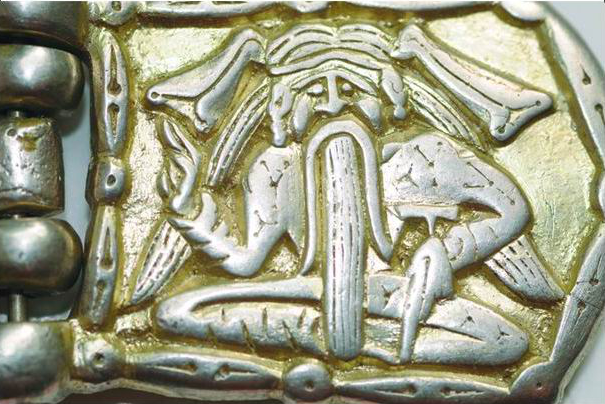
Fastener

Ungersk mytologi inkluderar myter, legender, folksagor och gudarna från den ursprungliga ungerska religionen, även känd som Magyarok. Den gamla ungerska religionen förbjöds under införandet av kristendomen i Ungern på 1000-talet, men har bevarats i myter, sagor och legender. Den ungerska religionen var en besläktad version av den finsk-ungriska tengrismen. 

## Gudar
- Arany Atya : Gift med Hajnal Anyácska och far till Hadúr, Napkirály och Szélkirály. Kanske identisk med Isten.
- Boldogasszony eller Istenanya : Gudarnas drottning, kvinnors och barns beskyddare, barnsbördens gudinna. Kanske identisk med Hajnal Anyácska.
- Hadúr : Krigets och smideskonstens gud.
- Hajnal Anyácska : Gift med Arany Atyácska och mor till Hadúr, Napkirály och Szélkirály. Kanske identisk med Hajnal Anyácska.
- Hold Atya : Månens gud.
- Isten : Himmelens gud och gudarnas konung.
- Nap Anya : Gryningens gudinna.
- Napkirály : Solguden.
- Ördög : Dödens och sjukdomarnas gud, underjordens härskare.
- Szélanya : Vindarnas och visdomens gudinna.
- Szélatya : Regnets gud.
- Tűz Anya : Eldens gudinna.
- Tűz Atya : Eldens gud.
- Víz Anya : Vattnets gudinna.
- Víz Atya : Vattnets gud.